# Ed Wachter

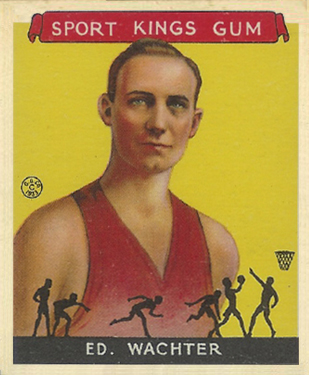
Ed Wachter

Edward A. Wachter (* 30. Juni 1883 in Troy, New York; † 12. März 1966) war ein US-amerikanischer Basketballspieler. Er gehörte in den 1910er Jahren zu den ersten Profis dieser Sportart und spielte u. a. bei den Troy Trojans. Der 1,85 m große Wachter gilt als bester Center seiner Zeit und wurde 1961 in die Naismith Memorial Basketball Hall of Fame aufgenommen.